# Qulbəndə
Qulbəndə è un comune dell'Azerbaigian situato nel distretto di Ağdaş. Conta una popolazione di 1 315 abitanti.